# Through Strife
Through Strife è un cortometraggio muto del 1913 diretto e interpretato da Phillips Smalley e Lois Weber.

## Trama
In un distretto minerario, vive una moglie giovane e fedele, infelice a causa di un marito brutale.  La donna cerca affetto in qualcuno che possa comprenderla e lo trova in un giovane minatore.  Un giorno i vigilanti la trovano sopra a Paul, il suo amante ferito mentre, accanto, c'è il corpo del marito, morto. Alle domande degli uomini e davanti al loro sguardo accusatore, lei racconta la sua storia. Soffrendo per la sua difficile situazione, il giovane minatore le aveva mandato un messaggio nel quale le chiedeva di fuggire con lui. Lei avrebbe dovuto rispondere sparando un colpo per dire "No" e due colpi per "Sì". Dopo aver sentito il suo sparo, il marito aveva avuto dei sospetti e aveva cercato di farla parlare. Ma lei, che aveva deciso di restare con lui per tenere fede ai suoi giuramenti, non aveva detto niente. Il giorno seguente, un nuovo messaggio nel quale le si chiedeva se l'innamorato infelice poteva venire a darle il suo addio. Lei, allora, aveva chiesto al marito di procurarle della farina da prendere al villaggio. Quando lui se ne era andato, aveva sparato come convenuto due volte per il "Sì". Dopo l'addio, il giovane innamorato stava per andarsene quando era caduto ferito da una fucilata sparata da suo marito che, tornato indietro, li aveva visti insieme. A nulla erano valse le sue spiegazioni. Il marito aveva sogghignato e l'aveva presa e portata verso la baita. Paul, temendo per lei, benché ferito, li aveva seguiti cadendo poi esausto per la fatica. A nulla erano valse le sue spiegazioni. Il marito l'aveva derisa e alle sue preghiere di essere uccisa per farla finita con quella vita, l'aveva presa brutalmente tra le braccia ma lei aveva lottato, riuscendo a svincolarsi. Lui, allora, le si era avventato contro brandendo un coltello; il suo peso aveva rovesciato il tavolo e, mentre cadeva, il coltello gli si era piantato nel fianco, uccidendolo. I vigilanti, dopo aver ascoltato la ricostruzione dei fatti, se ne vanno, lasciando soli i due amanti ormai liberati dall'oppressiva presenza del bruto.

## Produzione
Il film fu prodotto dalla Rex Motion Picture Company.

## Distribuzione
Distribuito dalla Universal Film Manufacturing Company, il film - un cortometraggio in una bobina - uscì nelle sale cinematografiche statunitensi il 13 luglio 1913.